# قرية إمام غربي
إمام غربي هي قرية تقع في ناحية القيارة التابعة لمحافظة نينوى في العراق، وهي من أكبر القرى في ناحية القيارة.

## السكان
جميع سكان قرية إمام غربي هم من قبيلة الجبور فخذ البونجاد (عشيرة الإمام).
تقع القرية على الشاطئ الأيمن لنهر دجلة، ويقابلها على الشاطئ الأيسر قرية شريعة الإمام التي تسكنها عائلات من القبيلة نفسها.
في القرية مركز صحي ومدارس ابتدائية وثانوية (إعدادية) وبدالة وأكثر من معمل للكاشي والدرج. يوجد في القرية العديد من المساجد. تقع القرية على الطريق الواصل بين ناحية القيارة وقضاء الشرقاط. بالقرب من القرية توجد محطة قطار لنقل البضائع والمسافرين. كما يوجد شارع معبد يصل إلى قاعدة القيارة الجوية. تسمى القرية بأسماء أخرى مثل قرية الشهيد حسن الشيخ.
تعرضت القرية لهجمات قوات تنظيم الدولة الإسلامية أكثر من مرة؛ فقد أعلنت في شهر نوفمبر 2016 سقوطها بيد التنظيم.